# Hyalyris oulita
Hyalyris oulita är en fjärilsart som beskrevs av William Chapman Hewitson 1859. Hyalyris oulita ingår i släktet Hyalyris och familjen praktfjärilar. Inga underarter finns listade i Catalogue of Life.

## Bildgalleri

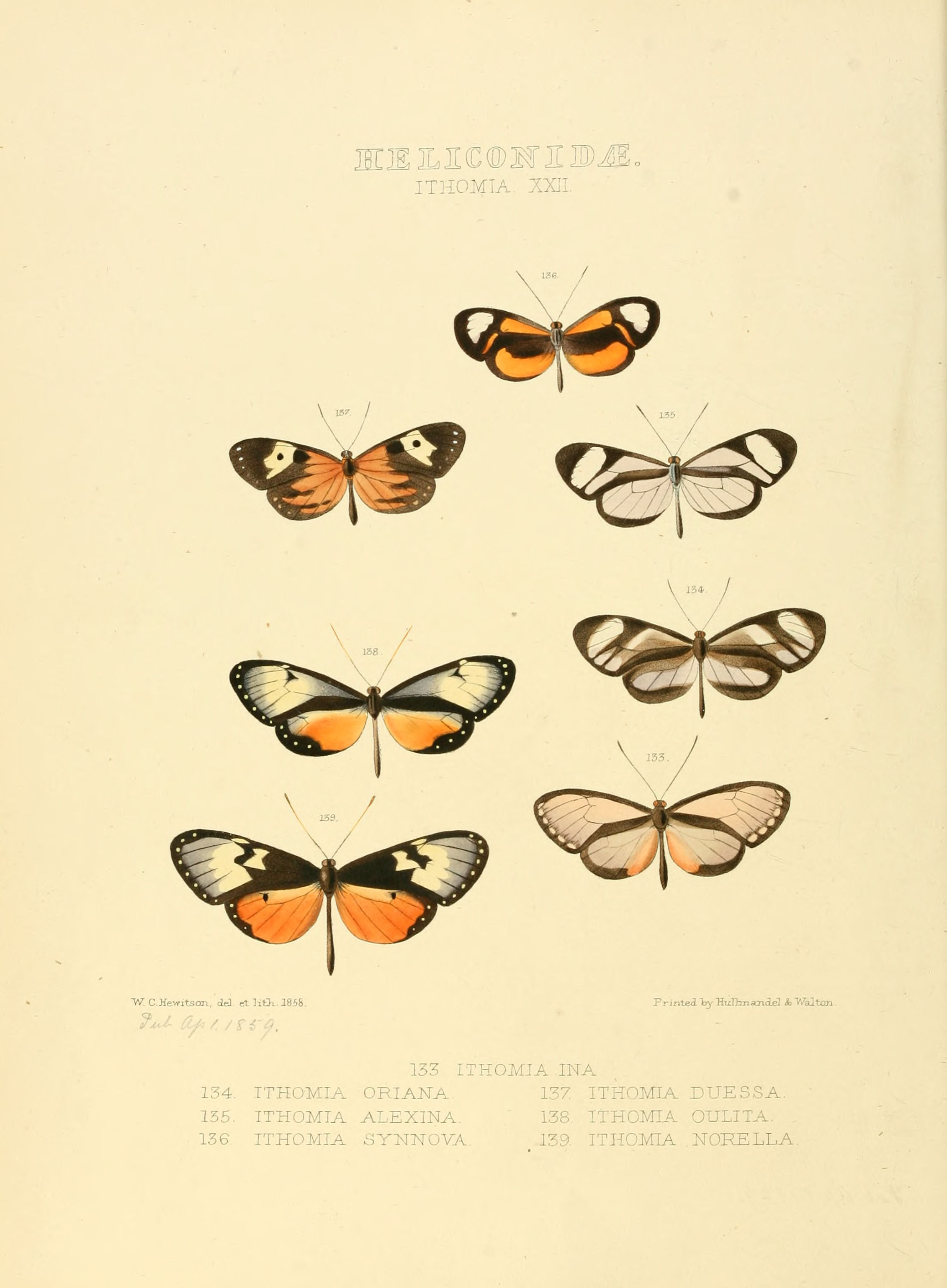